# 데릭 호
데릭 호(Derrick Hoh, 1985년 9월 17일 ~ )는 싱가포르의 가수이다.